# Фердинандо де Медичи (1663 – 1713)
Вижте пояснителната страница за други личности с името Фердинандо де Медичи.
Фердинàндо Мария де Мèдичи (на италиански: Ferdinando Maria de’ Medici; * 9 август 1663, Флоренция, Велико херцогство Тоскана; † 31 октомври 1713, пак там) от Династията Медичи, е от 23 май 1670 г. наследствен велик принц на Тоскана.
Днес той е запомнен предимно като колекционер и меценат на изкуството. Със страст към театъра, музиката и фигуративните изкуства, както и отличен музикант (понякога наричан „Орфей на принцовете“), той сам привлича най-добрите музиканти във Флоренция и я превръща във важен музикален център. Благодарение на неговото покровителство той прави възможно изобретяването на фортепианото (прародител на пианото) на Бартоломео Кристофори.

## Произход
Той е най-големият син на великия херцог на Тоскана Козимо III де Медичи (* 1642, † 1723), и на Маргарита Луиза Орлеанска (* 1645, † 1721). Негови дядо и баба по бащина линия са Фердинандо II де Медичи, велик херцог на Тоскана, и Витория дела Ровере, принцеса от Херцогство Урбино, а по майчина – херцог Гастон Орлеански, херцог на Орлеан, и Маргарита Лотарингска. Има един брат и една сестра:
- Анна Мария Луиза (* 1667, † 1743), курфюрстиня като съпруга на Йохан Вилхелм фон Пфалц
- Джан Гастоне (* 1671, † 1737), 7-и Велик херцог на Тоскана (1723 – 1737), последен велик херцог от Дом Медичи; съпруг на Анна Мария Франциска фон Саксония-Лауенбург

## Биография

### Детство и образование
Фердинандо е роден в Палацо Пити, Флоренция. Силните контрасти между родителите му, които след това довеждат до тяхната раздяла, го карат да се сближи с майка си: като нея Фердинандо обича светските удоволствия, изкуствата и музиката (самият той е музикант), докато с баща си Козимо, човек дълбоко религиозен, отношенията му са винаги напрегнати. За образованието му обаче младият Фердинандо е поставен под грижите на баба си Витория дела Ровере, но неговият чичо Франческо Мария де Медичи (само три години по-голям от него) също има значително влияние върху живота му.
Голямата страст, която Фердинандо винаги има към музиката, се дължи основно на обучението му, което той провежда в контрапункт с Джанмария Палиарди от Генуа и в практиката на различни инструменти с Пиеро Салвети, до такава степен, че за него се казва, че е можел да изсвири песен дори на пръв поглед, повтаряйки парчето перфектно след това по памет.

### Брак
На 19 януари 1689 г. Фернандо се жени във Флоренция за Виоланта Беатрикс Баварска (* 23 януари 1673, Мюнхен; † 29 май 1731, Флоренция) от род Вителсбахи, дъщеря на Фердинанд Мария, курфюрст на Бавария, и съпругата му Хенриета Аделхайд Савойска, както и сестра на дофина на Франция. Това е нещастен съюз и защото Фердинандо едновременно посещава други дами от двора, актриси, и също има две фаворити в двора си – Петрило, музикант, известен с красотата си, и Чекино, венециански певец- кастрат. Бракът е бездетен.

### Смърт
Известен развратник, по време на посещение на Венецианския карнавал през 1696 г., Фердинандо се заразява със сифилис (вероятно от добре известната певица Виктория Таркуини, известна като Бамбаджа), който го довежда до лудост и до неговата смърт на 31 октомври 1713 г. във Флоренция, преди да може да се възкачи на трона. Погребан е в Параклисите на Медичите в Базилика „Сан Лоренцо“ във Флоренция.
След смъртта на Козимо III, тъй като няма деца, по-малкият брат на Фердинандо, Джан Гастоне, последният от Медичите на трона на Тоскана, се възкачва на престола през 1723 г. (след него, останала без наследници, династията замира и Великото херцогство преминава към Хабсбург-Лотаринги).
През 1857 г., по време на първоначално проучване на телата на Медичи, тялото му е открито, както следва:
| „ | Трупът е бил увит в чаршаф от черна коприна [...] От тялото, за което е добре известно, че е било балсамирано, са останали само костите. Лицето бе покрито с кадифена качулка, а под нея имаше още една мушама: по същия начин ръцете бяха затворени в две торбички, пълни с балсам. Дрехата според стила на времето бе от сребърен бродиран камилски плат с копчета от сребърна нишка; гърдите, покрити с черна кираса. Панталоните бяха закопчани под коляното с две катарами, които бяха напълно оксидирани и украсени с по пет камъка, може би диаманти: само при докосването им катарамите се стопяваха на прах. Чорапите бяха копринени, обувките украсени с големи дантелени рози. На ръкавите на ризата си имаше малки двойни златни копчета с шифъра на принца. [...] близо до главата златен медал и друг поставен на гърдите. Мечът, поставен от лявата страна, бе счупен: дръжката бе направена от усукана златна нишка, цялата покрита с балсама, излят от трупа. В тръбата, поставена близо до краката му, имаше надпис, написан върху пергаментова хартия, но толкова разкъсан, че беше невъзможно да се прочете [...] близо до краката му беше поставено сърцето на принцеса Виоланта-Беатрикс Баварска, неговата съпруга. | “ |

## Меценатство
Фердинандо де Медичи е запомнен преди всичко като покровител на изкуствата. Във Вилата на Медичите в Поджо а Каяно той е събрал в една единствена стая, наречена Кабинет с малки произведения на всички най-известни художници, изключителна колекция от малки картини, минимум 174 на брой от толкова различни и известни художници, сред които Албрехт Дюрер, Леонардо да Винчи, Рафаело Санцио, Рубенс, както и Автопортретът в студиото на Лавиния Фонтана. От 1683 г. той наема Николо Касана като собствен агент на произведения на изкуството, съветник, копист и реставратор. Той също така наема Франческо Тревизани, Бартоломео Бимби, Джузепе Мария Креспи, Антон Доменико Габиани и Себастиано Ричи. През 1705 г. организира първата публична изложба на произведения от своята колекция в базиликата „Сантисима Анунциата“ във Флоренция.
Активен в литературните и поетични кръгове, той е приятел на Винченцо да Филикая и Бенедето Менцини. Посвещението, направено му от Шипионе Мафей в неговия Giornale de' Letterati (1710) е доказателство за многото покровителства на Фердинандо.
Една от големите любови в живота на Фердинанд обаче е музиката. Във вилата си в Пратолино (сега Вила Демидов), само на 12 км от Флоренция, той нарежда да се построи театър, проектиран от Антонио Мария Фери. От 1679 до 1710 г. тук всяка година се провеждат оперни представления, обикновено през септември. Първоначално те се провеждат в голямата зала на вилата на горния етаж, но когато театърът е построен през 1696 г. на третия етаж, музикалната продукция се увеличава още повече. До 1686 г. представленията се ръководят пряко от чичото на Фердинандо, Франческо Мария де Медичи, който напълно подкрепя начина на живот и любовта на племенника си към музиката; след като Франческо Мария става кардинал обаче, управлението на театъра попада изцяло под отговорността на Фердинандо. Сред композиторите, които въвежда в двора на Великия херцог, са Алесандро и Доменико Скарлати, Джакомо Антонио Перти, Джовани Легренци, Джовани Палиарди, Карло Полароли, Джузепе Мария Орландини, Бенедето Марчело, Бернардо Паскини, както и младият Георг Фридрих Хендел. Алесандро Скарлати и Георг Фридрих Хендел, по-специално, изпълняват за Фердинандо по различни поводи също в Палацо Пити във Флоренция и в други провинциални вили на Медичите като тази в Поджио а Каяно или тази в Пратолино. Антонио Салви, придворният лекар, написва няколко либрета, които Хендел по-късно използва за своите опери. Родриго от Хендел е изпълнена за първи път във Флоренция през 1708 г. С Алесандро Скарлати Медичите поддържат тясна кореспонденция относно музикалните детайли на произведенията, които композиторът създава.
През 1701 г. Томазо Албинони му посвещава първата си колекция от камерни сонати за две цигулки и бас (балети за трима op. 3), а през 1703 г. е поканен от Фердинандо във Флоренция, за да постави операта му „Гризелда“. През 1711 г. Антонио Вивалди посвещава на Фердинандо де Медичи колекцията от концерти опус 3, L'estro armonico, отпечатана от издателя Естиен Роже.

### Фортепианото на Бартоломео Кристофори
През 1688 г., докато минава през Падуа, Фердинандо решава да наеме Бартоломео Кристофори като пазител на музикалните инструменти в неговата колекция (над 75). С финансовата подкрепа на принца Кристофори разработва серия от нови инструменти за него. Първият от тях е овалния спинет (1690 г.) и спинетона, предназначен да направи басо континуо партиите в оперни и концертни композиции от онова време. Третият инструмент е фортепианото (около 1700 г.), прекият предшественик на съвременното пиано.